# Pančhenlama

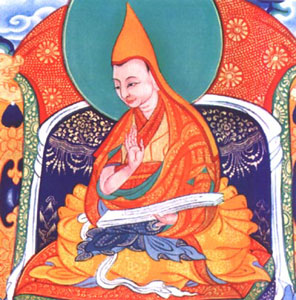
1. pančhenláma Khädub Geleg Palzangpo

Pančhenlama je titul, kterým se v tibetském buddhismu označuje po dalajlamovi druhého nejvýše postaveného z lamů. Po smrti každého pančhenlamy se pověřená skupina mnichů vydá hledat jeho nové zrození, které je následně prohlášeno za inkarnaci předešlého pančhenlamy. Jedná se o tulku (převtělence) Buddhy Amithábhy. Z hlediska duchovní hierarchie je tedy důstojenství Pančhenlamů vyššího stupně než Dalajlámy a jejich úkol by mělo být duchovní vedení. Pančhenlama je představeným kláštera Tašilhünpo.
Takto se podle tradice pančhenlama znovuzrozuje již od 15. století. Avšak titul udělil poprvé 5. dalajlama až v 17. století svému učiteli Lozang Čhokji Gjalcchänovi. Status pančhenlamy byl pak zpětně udělen i jeho třem předchůdcům, takže Lozang Čhokji Gjalcchän je v současnosti považován za 4. pančhenlamu.
Po smrti 10. pančhenlamy v roce 1989, skupina mnichů vyhledala v roce 1995 jeho nástupce Gendün Čhökji Ňima, kterého jako pančhenlamu uznal i 14. dalajlama. Avšak zasáhla čínská vláda, která se snažila dosadit jiného kandidáta Gjacchäna Norba. Toho ale odmítla škola Gelugpa uznat. V současné době tak probíhá spor o 11. pančhenlamu.

## Spor o 11. pančhenlamu
Od roku 1906 byl pančhenlama (v pořadí 9.) na straně Britů, kteří uznali čínskou nadvládu nad Tibetem, a od roku 1922 sídlil v Číně. Od vyhlášení Čínské republiky roku 1911 ale podřízenost Tibetu propadla, protože šlo o vztah Dalajlámy k císaři. Tibet se zbavil okupace roku 1912 a 40 let byl samostatný. Republika však dlouho usilovala o znovupodřízení Tibetu s cílem „osvobození od feudálního područí“. Pančhenlama dalajlamovu politiku kritizoval. V roce 1934 se vydal s čínským vojskem do Tibetu, ale již v roce 1937 zemřel. Krátce před svou smrtí ještě pomohl rozpoznat 14. dalajlamu.
10. pančhenlama byl údajně objeven v Číně jako syn tibetských rodičů. Byl uznán, avšak bez tradičních zkoušek a rituálů. Když se 1952 vrátil dalajlama do Lhasy, Číňané pančhelamu instalovali do kláštera Tašilhünpo, aby tam vyčkával jako alternativní vládce. Těsně před začátkem kulturní revoluce Mao Ce-tunga odmítl pančhenlama odsoudit dalajlamu jako zrádce a od roku 1964 strávil 10 let ve vězení v Pekingu. V roce 1989 desátý pančhenlama náhle zemřel. V roce 1995 byl tajně nalezen 11. pančhenlama Gendün Čhökji Ňima. Čínská vláda jej však odmítla uznat a představila svého kandidáta, jímž je Gjacchän Norba. Tibetský kandidát se asi hned roku 1995 (pár dní po uznání dalajlámou z exilu ztratil, jeho místo pobytu je utajované a není jisté, zda je stále živ.

## Seznam pančhenlamů
|     | Jméno pančhenlamy       | Životní data | Přepis ve Wylieho transliteraci                               |
| --- | ----------------------- | ------------ | ------------------------------------------------------------- |
| 1.  | Khädub Geleg Palzangpo  | 1385–1438    | Mkhas-grub-dge-legs-dpal-bzang-po                             |
| 2.  | Sönam Čhoglang          | 1438–1505    | Bsod-nams-phjogs-glang                                        |
| 3.  | Lozang Döndub           | 1505–1568    | Blo-bzang-don-grub                                            |
| 4.  | Lozang Čhökji Gjalcchän | 1570–1662    | Blo-bzang-čhos-kji-rgjal-mcchan                               |
| 5.  | Lozang Ješe             | 1663–1737    | Blo-bzang-je-šes                                              |
| 6.  | Lozang Paldän Ješe      | 1738–1780    | Blo-bzang-dpal-lda-je-šes                                     |
| 7.  | Lozang Tänpä            | 1782–1853    | Blo-bzang-bstan-pá'í-ňi-ma                                    |
| 8.  | Lozang Paldän Čhökji    | 1855–1882    | Blo-bzang-dpal-ldan-čhos-kji-grags-pa-bstan-pá'i-dbang-phjung |
| 9.  | Lozang Thubtän Čhökji   | 1883–1937    | Blo-bzang-thub-bstan-čhos-kji-ňi-ma-dge-legs-rnam-rgjal       |
| 10. | Čhökji Gjalcchän        | 1938–1989    | Čhos-kji-rgjal-mcchan                                         |
| 11. | Gendün Čhökji Ňima      | 1989         | Dge-'dun-chos-kyi-nyi-ma                                      |